# عزلة الجبل (ذمار)

تعديل مصدري - تعديل

عزلة الجبل هي إحدى عزل مديرية ضوران انس في محافظة ذمار اليمنية ويبلغ تعداد سكانها 6220 نسمة حسب التعداد السكاني في اليمن لعام 2004.